# مقام نهاوند
مقام النهاوند لغة الفارسية
واحد من المقامات الشرقية الرئيسية الأصيلة، المرتكزة علي درجة الراست (دو)، ويتكون من جنسين شأن غالبية المقامات بينهما بعد فاصل (جمع منفصل).
يتميز مقام النهاوند بطابعه الموسيقي الخاص والشجي، وسُمي مقام النهاوند بهذا الاسم نسبة إلى مدينة نهاوند الفارسية، ويصلح النهاوند لكلّ أشكال التأليف الموسيقي؛ أي أنّه يصلح لجنسين من الموسيقى: الحزينة والمرحة.
يرتكز المقام على درجة الرست في التوزيع الموسيقي الإيراني، وهي أصغر الدرجات الموسيقيّة، وهذه الدرجة تُقابل دو في السلم الموسيقي العالميّ .

## الطابع
له طابع رقيق عذب يناسب الألحان العاطفية الحزينة، وأيضاً له طابع طربي فرح. يمكن عزفه علي الآلات الثابتة، لأنه له نفس أبعاد السلم الصغير الهارموني (Harmonic minor) في الموسيقى الكلاسيكية، وبالتالي ينعدم فيه استخدام البُعد المتوسط، (ثلاثة أرباع التون).

## الأجناس
جنس الأصل هو نهاوند على الراست (الدو)، وجنس الفرع حجاز على النوى (الصول). درجة ركوزه الراست (الدو)، والحساس السي. والغماز هو النوا (صول).

## أمثلة عن الاغاني الموجوده فيه
- ألف ليلة وليلة - أم كلثوم.
- رق الحبيب - ام كلثوم
- غلبت اصالح في روحي - ام كلثوم
- حكاية المنديل - رياض السنباطي.
- بفكر في اللي ناسيني - محمد عبدالوهاب.
- صابرين - طلال مداح
- غالي الاثمان - محمد عبده
- أيظن - نجاة الصغيرة
- البنت الشلبية - فيروز.
- أعطني الناي - فيروز
- بكتب اسمك - فيروز
- زهرة المدائن - فيروز
- حبيتك بالصيف - فيروز.
- لا أنت حبيبي - فيروز.
- ليالي الانس - أسمهان.
- لما بدى يتثنى - موشح تراثي.
- كلمة عتاب - فريد الاطرش.
- عد وانا اعد - أنوار عبد الوهاب.
- أمر باسمك- مارسيل خليفة.
- عصفور طل من الشباك - مارسيل خليفة.
- صوتك يناديني - محمد عبده.
- من عذابي - عبادي الجوهر.
- غريب - عبادي الجوهر.
- نادي عليا مظهر العجائب - باسم الكربلائي.
- ياصاحب الرأس الذي فوق القنا مرفوع - باسم الكربلائي.
- بين العصر والمغرب - تراث عراقي.

## اقرا أيضا
- حجاز كار.
- موسيقى عربية.
- تاريخ الموسيقى.
- مقام اللامي.